# Santa Maria della Concezione alla Lungara

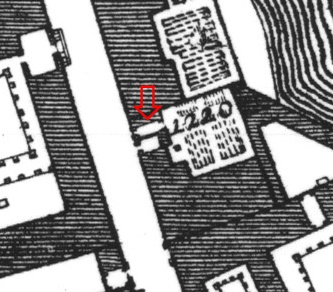
Localização no Mapa de Nolli (1748).

Santa Maria della Concezione alla Lungara, também chamada de Oratorio della Santissima Concezione delle Oblate Camaldolesi, era uma igreja de Roma que ficava localizada na altura do número 28 da moderna Via della Lungara, no rione Trastevere. Era dedicada a Nossa Senhora da Conceição.

## História
Esta igreja pertencia a um convento de freiras camaldulenses que ficava localizado do lado leste da Via della Lungara. O convento, fundado em 1722, era dependente do mosteiro camaldulense de San Gregorio Magno al Celio e obtinha sua renda de uma escola para jovens garotas mantida pelas freiras. 
O Mapa de Nolli (1748) mostra um pequeno convento com uma minúscula igreja triangular. Aparentemente ela era originalmente dedicada a São Bruno de Colônia, mas já na época do mapa estava dedicada a Nossa Senhora da Conceição. Por causa do tamanho diminuto, as freiras se mudaram para Sant'Antonio Abate all'Esquilino em 1778 e lá ficaram até serem expulsas pelo governo italiano em 1871, quando se mudaram para Sant'Antonio Abate all'Aventino, onde estão desde 1878. Tanto a igreja quanto o convento original foram desconsagrados quando as freiras se mudaram em 1778.
Já no início da década de 1870 começaram as obras de drenagem e contenção de enchentes nas margens do rio Tibre e novas vias marginais foram construídas à beira do rio. Diversos edifícios e igrejas foram demolidos neste período, incluindo Santa Maria della Concezione em 1887. Alguns dos móveis do mosteiro e da igreja foram transferidos para a vizinha San Giacomo alla Lungara.

## Descrição
O local onde ficava o convento está hoje sob o cruzamento do Lungotevere Farnesina com a Via della Lungara. A igreja ficava em frente ao moderno número 28 da via.